# Ben Bridwell
Ben Bridwell är sångare och gitarrist i bandet Band of Horses. Han föddes i Irmo, South Carolina och bor numera utanför Charleston, South Carolina.
Spelade tidigare i Carissa's Wierd tills bandet lades ner.

## Fotnoter
1. ↑  Discogs, Discogs artist-ID: 421366, läst: 9 oktober 2017.[källa från Wikidata]